# Kébili (gouvernement)
Kébili (Arabisch: ولاية قبلي) is een van de 24 gouvernementen van Tunesië. De hoofdstad is Kébili. In 2006 had het gouvernement 145.500 inwoners.
Ariana · Béja · Ben Arous · Bizerte · Gabès · Gafsa · Jendouba · Kairouan · Kasserine · Kébili · Kef · Mahdia · Manouba · Médenine · Monastir · Nabeul · Sfax · Sidi Bouzid · Siliana · Sousse · Tataouine · Tozeur · Tunis · Zaghouan